# Diecezja Kimberley
Diecezja Kimberley – diecezja Kościoła rzymskokatolickiego w Republice Południowej Afryki, w metropolii Bloemfontein. Została erygowana w 1886 roku jako wikariat apostolski. W 1951 stała się diecezją. 